# L'Amateur (film, 1968)
Pour les articles homonymes, voir L'Amateur.
Pour plus de détails, voir Fiche technique et Distribution.
L'Amateur (Decline and Fall... of a Birdwatcher) est une comédie musicale britannique réalisée par John Krish et sortie en 1968.
Il s'agit d'une adaptation du roman Conduite scandaleuse (Decline and Fall) d'Evelyn Waugh paru en 1928.

## Synopsis
Paul Pennyfeather est un étudiant en théologie d'Oxford qui se voit renvoyé après qu'un groupe d'étudiants ivres a retiré son pantalon et qu'il a été accusé de s'être exhibé. Contraint de chercher du travail, il fait appel aux services d'une agence pour l'emploi qui lui trouve un poste dans un pensionnat gallois sordide, présidé par le pittoresque Dr Fagan. Le personnel de l'école est composé d'un assortiment de personnages excentriques : M. Prendergast, un ancien pasteur renfermé, le capitaine Grimes, un coureur de jupons cul-de-jatte qui a des vues sur la fille de Fagan, et Solomon Philbrick, un criminel infiltré qui se fait passer pour le majordome de Fagan. Paul, qui donne des cours à Peter Beste-Chetwynde, est séduit par la riche mère de ce dernier lors de la fête annuelle de l'école. Peter pense que Paul est le mari idéal et l'invite à passer des vacances dans leur maison de campagne. Ils s'éprennent l'un de l'autre, mais le jour de leur mariage, Paul atterrit en prison pour son rôle involontaire dans les affaires sordides de sa mère. C'est là qu'il retrouve tous ceux qu'il a connus à l'école, avant d'être libéré et renvoyé dans le monde par le puissant mari qu'elle a épousé en son absence.

## Fiche technique
- Titre français : L'Amateur[1]
- Titre original anglais : Decline and Fall... of a Birdwatcher[2]
- Réalisateur : John Krish
- Scénario : Ivan Foxwell (en), Alan Hackney (en), Hugh Whitemore, d'après le roman Conduite scandaleuse (Decline and Fall) d'Evelyn Waugh paru en 1928.
- Photographie : Desmond Dickinson
- Montage : Archie Ludski
- Musique : Ron Goodwin
- Décors : John Barry
- Production : Ivan Foxwell (en)
- Sociétés de production : Ivan Foxwell Productions
- Pays de production :  Royaume-Uni
- Langues originales : anglais britannique
- Format : Couleurs - 1,85:1 - Son mono - 35 mm
- Durée : 113 minutes
- Genre : comédie musicale
- Dates de sortie :
  - Royaume-Uni : 25 septembre 1968
  - France : 17 décembre 1969[1]

## Distribution
- Robin Phillips (en) : Paul Pennyfeather
- Geneviève Page : Margot Beste-Chetwynde
- Donald Wolfit : Docteur Augustus Fagan
- Colin Blakely : Solomon Philbrick
- Felix Aylmer : Juge
- Robert Harris (en) : Prendergast
- Leo McKern : Capitaine Grimes
- Patrick Magee : le fou
- Donald Sinden : gouverneur de la prison
- Griffith Jones : Sir Humphrey Maltravers
- Paul Rogers : Gardien en chef
- Rodney Bewes (en) : Arthur Potts
- Patience Collier (en) : Flossie Fagan
- Kenneth Griffith : M. Church
- Joan Sterndale-Bennett (en) : Lady Circumference